# 山川橋
山川橋（やまかわばし）は、岐阜県加茂郡川辺町の飛騨川に架かる橋である。
川辺ダムの上流約1kmにあり、川辺ダム湖を利用した岐阜県川辺漕艇場からも望める。
現在の橋は2代目。ゲルバー式RC橋であり、現存するRCラーメン構造の橋としては最も大型という。歴史的土木建造物として、「土木学会選奨土木遺産」および「ぎふ歴史的土木構造物」に指定されている。

## 概要

### 山川橋（初代）
かつて川辺町と上米田村の間に流れる飛騨川には「椿渡し」と呼ばれる渡し船があり、中川辺〜福島間で連絡していた。その後、川辺〜八百津間の道路改修の進行に従い渡船の不便・危険性から架橋の必要性が両村議会で取り上げられるようになる。
架橋計画は資金不足で中断していたが、中川辺本通りで「山久」という屋号の肥料店を営んでいた山本鎌次郎という人物が聞き付け、1万円の寄付を申し出た。これを基金として1923年（大正12年）に木の吊り橋が完成。総工費は3万3343円だった。このことから、橋の名前は山本鎌次郎の山と飛騨川の川をとり、山川橋としたという。
山川橋右岸の袂には当時建立された記念碑が残されている。
架橋により交流が盛んになった川辺町と上米田村は1955年（昭和30年）に対等合併し、新たな川辺町となった。
山川橋（初代）の諸元
- 供用：1923年（大正12年）
- 延長：172.0 m
- 幅：2.7 m
- 橋の種類：針鉄吊橋

### 山川橋（2代目）
山川橋（初代）が川辺発電所建設により水没するため、東邦電力が工費11万円を寄付し、設計施工を岐阜県に依頼して完成した。
旧山川橋は解体されたが、主塔の一部が左岸付近に現存している。
2010年（平成22年）3月、欄干の付け替えや照明灯の設置、耐震補強、劣化したコンクリートの修繕などの改修工事が終了した。
竣工当時の欄干は改修工事で撤去されたが、一部が右岸にある東光寺公園内で保存されている。
山川橋（2代目）の諸元
- 供用：1937年（昭和12年）
- 延長：190.0 m
- 幅：4.5 m
- 橋の種類：ゲルバー式RC橋
- 区間：岐阜県加茂郡川辺町中川辺 - 川辺町福島
- 重量制限：6.0 t

## 沿革
- 1923年（大正13年）：山川橋（初代）が開通。木造の吊橋であった。
- 1937年（昭和12年）：前年に竣工した川辺ダムのダム湖により、山川橋（初代）が廃止され、現在の山川橋が開通する。
- 1982年（昭和57年）：一般国道418号の一部になる。
- 1983年（昭和58年）：上流約2 kmに新山川橋が開通。国道418号は新山川橋経由に変更され、山川橋は町道に降格する。
- 2021年（令和3年）9月28日：土木学会選奨土木遺産に認定された[3][4]。

## 椿渡し
現在の山川橋上流にある妙雲寺の下道には、川辺町中川辺と対岸の上米田村福島を結ぶ渡し船が存在していた。
両岸に椿の木が茂っていたことから「椿渡し」と命名され、人々や物資の運搬に重要な役割を果たしてきた。
1881年（明治14年）の運賃は人8厘、馬1銭6厘、荷物両掛1銭2厘、長持3銭2厘となっていた。
さらに、明治末年には現在の山川橋上流100mの地点に岡田式渡船が設置され、中川辺〜比久見間を1日50回前後往復していた。なお、岡田式渡船の運賃は無料扱いであった。

## 隣の橋
（下流）【木曽川合流点】 - かんのん橋 - 青柳橋 - 青柳大橋 - 飛騨川大橋（東海環状自動車道） - 川辺ダム - 山川橋 - 新山川橋 - 川辺大橋  （上流）